# Liolaemus audituvelatus
Liolaemus audituvelatus — вид ігуаноподібних ящірок родини Liolaemidae. Ендемік Чилі.

## Поширення і екологія
Liolaemus audituvelatus мешкають на півночі Чилі, в регіоні Антофагаста. Вони живуть в пустелях, на берегах солоних озер і на солончаках. Зустрічаються на висоті від 2300 до 3500 м над рівнем моря.

## Збереження
МСОП класифікує цей вид як вразливий. Liolaemus audituvelatus загрожує знищення природного середовища.